# Andrzej Jucewicz
Andrzej Sławomir Jucewicz (ur. 9 stycznia 1932 w Warszawie, zm. 16 lipca 2022 w Piasecznie) – polski dziennikarz i działacz sportowy, redaktor naczelny „Przeglądu Sportowego” (1970–1976), redaktor naczelny Redakcji Sportowej Polskiego Radia i Telewizji (1976–1980), prezes Polskiego Związku Tenisowego (1976–1980).

## Życiorys
W 1950 ukończył Liceum Ogólnokształcące im. Tadeusza Reytana w Warszawie, w 1956 studia dziennikarskie na Uniwersytecie Warszawskim. Pracował kolejno w „Pokoleniu” (1951), „Głosie Pracy” (1951–1953), „Sztandarze Młodych” (1953–1954), „Sportowcu” (1954–1959), gdzie kierował działem zagranicznym, „Expressie Wieczornym” (1959–1966), gdzie od 1964 kierował działem sportowym, zainicjował wówczas tzw. czwartki lekkoatletyczne. W latach 1966–1970 był redaktorem naczelnym „Sportu dla Wszystkich”, w latach 1970–1976 redaktorem naczelnym „Przeglądu Sportowego”, w latach 1976–1980 redaktorem naczelnym Redakcji Sportowej Polskiego Radia i Telewizji. Od 1981 pracował w Polskiej Agencji Interpress, od 1982 w agencji Presspol, od 1984 kierował Oficyną Wydawniczą Spar.
W latach 1976–1980 był prezesem Polskiego Związku Tenisowego. W 1968 został odznaczony Złotym Krzyżem Zasługi, a w 1974 Krzyżem Kawalerskim Orderu Odrodzenia Polski.

## Publikacje
- Chwała olimpijczykom: 1939–1945 (1968) – z Włodzimierzem Stępińskim
- Trzy olimpiady (1972)
- Montreal 76 (1976)
- Problemy współczesnego olimpizmu (1976) – ze Zbigniewem Chmielewskim
- Trenerski chleb (1986)
- ABC – sport dla wszystkich (1988) – z Tadeuszem Gołąbkiem i Henrykiem Jasiakiem
- Selekcjonerzy (1988)
- Arcybractwo (1991)
- Być kobietą sympatyczną, zgrabną, piękną (1992) – z Henrykiem Jasiakiem
- Żyjmy długo i szczęśliwie (1992) – z Tadeuszem Gołąbkiem
- Najlepsi sportowcy niepełnosprawni (2011) – z Kamilem Durczokiem i Jarosławem Gugałą
- Wielcy selekcjonerzy (2012)
- Nordic walking. Trening prozdrowotny dla seniorów (2014) – z Robertem Szajem